# Arcadia, Wisconsin
Arcadia là một thành phố thuộc quận Trempealeau, tiểu bang Wisconsin, Hoa Kỳ. Năm 2000, dân số của thành phố này là 2402 người.